# Governo De Gasperi III
Il Governo De Gasperi III è stato il secondo esecutivo della Repubblica Italiana, nonché il secondo dell'Assemblea Costituente.
Esso, nato in seguito alle dimissioni del governo precedente, è rimasto in carica dal 2 febbraio al 1º giugno 1947 (sebbene già dimissionario dal precedente 13 maggio), per un totale di 119 giorni, ovvero 3 mesi e 30 giorni.
Il governo si dimise a causa della rottura politica fra i democristiani ed i socialcomunisti che si era creata con il nuovo governo statunitense presieduto da Harry Truman.

## Compagine di governo

### Appartenenza politica
L'appartenenza politica dei membri del Consiglio dei ministri si può così riassumere:
| Partito | Partito                       | Presidente | Ministri | Commissari | Sottosegretari | Totale |
| ------- | ----------------------------- | ---------- | -------- | ---------- | -------------- | ------ |
|         | Democrazia Cristiana          | 1          | 7        | 3          | 12             | 23     |
|         | Partito Comunista Italiano    | -          | 3        | 1          | 6              | 10     |
|         | Partito Socialista Italiano   | -          | 3        | 1          | 6              | 10     |
|         | Partito Repubblicano Italiano | -          | 1        | 1          | -              | 2      |
|         | Unione Democratica Nazionale  | -          | 1        | -          | -              | 1      |
|         | Indipendente (politica)       | -          | -        | 1          | -              | 1      |
| Totale  | Totale                        | 1          | 15       | 7          | 24             | 47     |

Con l’appoggio esterno di Partito Socialista dei Lavoratori Italiani, Partito d'Azione, Concentrazione Democratica Repubblicana, Partito dei Contadini d'Italia, Partito Cristiano Sociale e Fronte Democratico Progressista Repubblicano.

### Provenienza geografica
La provenienza geografica dei membri del Consiglio dei ministri si può così riassumere:
| Regione               | Presidente | Ministri | Commissari | Sottosegretari | Totale |
| --------------------- | ---------- | -------- | ---------- | -------------- | ------ |
| Trentino-Alto Adige   | 1          | -        | -          | -              | 1      |
| Piemonte              | -          | 1        | -          | 6              | 7      |
| Sicilia               | -          | 2        | 2          | 2              | 6      |
| Campania              | -          | 1        | -          | 3              | 4      |
| Emilia-Romagna        | -          | 1        | -          | 3              | 4      |
| Toscana               | -          | 1        | 1          | 2              | 4      |
| Veneto                | -          | 1        | 1          | 1              | 3      |
| Lombardia             | -          | 2        | -          | 1              | 3      |
| Lazio                 | -          | 2        | -          | -              | 2      |
| Calabria              | -          | 1        | -          | 1              | 2      |
| Sardegna              | -          | 1        | 1          | -              | 2      |
| Puglia                | -          | -        | -          | 2              | 2      |
| Friuli-Venezia Giulia | -          | 1        | -          | -              | 1      |
| Abruzzo               | -          | -        | 1          | -              | 1      |
| Molise                | -          | -        | 1          | -              | 1      |
| Basilicata            | -          | -        | -          | 1              | 1      |
| Liguria               | -          | -        | -          | 1              | 1      |
| Valle d'Aosta         | -          | -        | -          | 1              | 1      |

### Situazione parlamentare
| Camera                | Collocazione     | Partiti                                                                        | Seggi     |
| --------------------- | ---------------- | ------------------------------------------------------------------------------ | --------- |
| Assemblea Costituente | Maggioranza      | CLN (418): DC (207), PCI (104), PSI (65), UDN (42) Altri (23): PRI (23)        | 441 / 556 |
| Assemblea Costituente | Appoggio esterno | CLN (7): Pd'A (7) Altri (55): PSLI (50), CDR (2), FDPR (1), PCS (1), PCd'I (1) | 67 / 556  |
| Assemblea Costituente | Opposizione      | UQ (30), BNL (16), MIS (4), PSd'Az (2), MUI (1)                                | 53 / 556  |

## Composizione
| Carica                                | Titolare                              | Titolare                                     | Titolare                                | Sottosegretari |
| Presidenza del Consiglio dei ministri | Presidenza del Consiglio dei ministri | Presidenza del Consiglio dei ministri        | Presidenza del Consiglio dei ministri   | Sottosegretario di Stato alla Presidenza del Consiglio |
| ------------------------------------- | ------------------------------------- | -------------------------------------------- | --------------------------------------- | --- |
| Presidente del Consiglio dei ministri |                                       |                                              | Alcide De Gasperi (DC)                  | - Paolo Cappa (DC) - Vincenzo Moscatelli (PCI) Delega all'assistenza postbellica, ai reduci ed ai partigiani |
| Ministero                             | Ministri                              | Ministri                                     | Ministri                                | Sottosegretari di Stato |
| Affari esteri                         |                                       |                                              | Carlo Sforza (PRI)                      | - Eugenio Reale (PCI) - Giuseppe Lupis (PSI) Delega agli italiani all'estero |
| Africa Italiana                       |                                       |                                              | Alcide De Gasperi (DC) (ad interim)     | Carica non assegnata |
| Interno                               |                                       |                                              | Mario Scelba (DC)                       | - Ernesto Carpano Maglioli (PSI) |
| Grazia e Giustizia                    |                                       |                                              | Fausto Gullo (PCI)                      | - Umberto Merlin (DC) |
| Finanze e Tesoro (istituito)          |                                       |                                              | Pietro Campilli (DC)                    | - Giuseppe Pella (DC) Delega alle Finanze - Raffaele Pio Petrilli (DC) Delega al Tesoro - Giovanni Braschi (DC) Delega ai Danni di guerra - Vincenzo Cavallari (PCI) Delega ai Profitti di regime e di guerra                                                                   |
| Difesa (istituito)                    |                                       |                                              | Luigi Gasparotto (PDL) (dal 04/02/1947) | - Giuseppe Brusasca (DC) Delega all'Aeronautica (dal 14/02/1947) - Luigi Chatrian (DC) Sottosegretario alla Difesa (dal 14/02/1947) - Francesco Moranino (PCI) Delega all'Esercito (dal 14/02/1947) - Vito Mario Stampacchia (PSI) Delega alla Marina militare (dal 14/02/1947) |
| Industria e Commercio                 |                                       |                                              | Rodolfo Morandi (PSI)                   | - Vannuccio Faralli (PSI) Delega all'Industria - Antonio Cavalli (DC) Delega al Commercio |
| Commercio con l'estero                |                                       |                                              | Ezio Vanoni (DC)                        | - Mario Assennato (PCI) |
| Agricoltura e Foreste                 |                                       |                                              | Antonio Segni (DC)                      | - Luigi De Filpo (PCI) |
| Lavori Pubblici                       |                                       |                                              | Emilio Sereni (PCI)                     | - Pier Carlo Restagno (DC) |
| Lavoro e Previdenza Sociale           |                                       |                                              | Giuseppe Romita (PSI)                   | - Giuseppe Togni (DC) |
| Trasporti                             |                                       |                                              | Giacomo Ferrari (PCI)                   | - Angelo Raffaele Jervolino (DC) |
| Marina mercantile                     |                                       |                                              | Salvatore Aldisio (DC)                  | - Giosuè Fiorentino (PSI) (dal 14/02/1947) |
| Poste e Telecomunicazioni             |                                       |                                              | Luigi Cacciatore (PSI)                  | - Vito Giuseppe Galati (DC) (dal 14/02/1947) |
| Pubblica Istruzione                   |                                       |                                              | Guido Gonella (DC)                      | - Ferdinando Bernini (PSI) |
| Alti Commissariati                    |                                       |                                              |                                         | |
| Sardegna                              |                                       |                                              | Pietro Pinna Parpaglia (Indipendente)   | Pietro Pinna Parpaglia (Indipendente) |
| Sicilia                               |                                       |                                              | Vincenzo Selvaggi (PRI)                 | Vincenzo Selvaggi (PRI) |
| Sicilia                               |                                       | Paolo D'Antoni (DC) Vice Alto Commissario    |                                         | |
| Alimentazione                         |                                       |                                              | Giulio Cerreti (PCI)                    | Giulio Cerreti (PCI) |
| Alimentazione                         |                                       | Mario Saggin (DC) Alto Commissario Aggiunto  |                                         | |
| Igiene e Sanità pubblica              |                                       |                                              | Nicola Perrotti (PSI)                   | Nicola Perrotti (PSI) |
| Igiene e Sanità pubblica              |                                       | Diego D'Amico (DC) Alto Commissario Aggiunto |                                         | |

## Cronologia
Salvo diversa indicazione le notizie sono prelevate dalla pagina indicata in bibliografia del sito dellarepubblica.it

### 1947

#### Febbraio
- 3 febbraio - Il terzo governo De Gasperi giura nelle mani del capo provvisorio dello stato. Partecipano DC, PSI e PCI. Non entrano nel governo il PRI e i ministri socialisti che hanno aderito al PSDI. Ridotto il numero dei ministeri che passano da 21 a 16. Alla DC il presidente del Consiglio e 7 ministri, ridotta la presenza delle sinistre che passano da 8 a 6 ministeri, 3 al PCI che perde le Finanze e 3 al PSI che perde gli Esteri, 2 indipendenti. Fra le principali novità la presenza di Carlo Sforza, indipendente di area repubblicana, che assume il ministero degli Esteri e di Mario Scelba agli Interni entrambi assegnati ad interim a De Gasperi nel precedente esecutivo.
- 6 febbraio - De Gasperi e Sforza in audizione alla Commissione per i trattati dell'assemblea costituente. Il governo ha deciso di sottoscrivere il trattato di pace nonostante le critiche e le note di protesta per diverse condizioni imposte dal documento. Giovanni Gronchi presente un ordine del giorno: "preso atto delle dichiarazioni del presidente del Consiglio e del ministro degli Esteri dalle quali risulta che essi ritengono, nell’interesse del Paese, di dover procedere il 10 febbraio alla firma del Trattato di pace, riafferma che l’assemblea Costituente resta comunque pienamente libera e sovrana, secondo la sua legge costitutiva di decidere in sede di ratifica".
Nel pomeriggio il Consiglio dei ministri inizia la discussione sul Trattato che continua nella seduta del 7 febbraio.
Emilio Sereni a nome del PCI e Rodolfo Morandi a nome del PSI si dichiarano a favore. Le uniche obiezioni sono mosse dai ministri democristiani Guido Gonella e Mario Scelba, con quest'ultimo che minaccia le dimissioni. L’intervento di De Gasperi riesce, momentaneamente, a farlo recedere. Don Luigi Sturzo si dichiara contrario, la CGIL e le associazioni dei combattenti indicono una manifestazione di protesta.
- 8 febbraio - De Gasperi riferisce alla Costituente i termini del trattato di pace. Ribadendo le posizioni critiche del governo spiega perché si sia deciso di procedere alla firma prima del dibattito parlamentare.
- 10 febbraio - Parigi: l’ambasciatore Antonio Meli di Soragna firma il Trattato di Parigi fra l'Italia e le potenze alleate con la riserva della ratifica da parte dell'assemblea costituente.
Per protesta contro le dure clausole imposte all’Italia dal Trattato di pace la CGIL proclama 10 minuti di sospensione dal lavoro. In tutte le città manifestazioni spontanee. A Roma la cerimonia indetta all’Altare della patria è turbata da provocazioni messe in atto da monarchici e neofascisti. Gruppi di studenti di destra assaltano l’ambasciata jugoslava, negli scontri due feriti
- 11 febbraio - Il ministro Sforza invia alle nazioni firmatarie una richiesta ufficiale di revisione.
- 25 febbraio - La costituente approva la fiducia al governo con 292 voti a favore, 102 contrari e 1 astenuto.

#### Marzo
- 11 marzo - Il presidente degli Stati Uniti Harry Truman enuncia la sua dottrina contro l'espansionismo sovietico nel mondo e contro la partecipazione dei comunisti nei governi occidentali.
- 27 marzo - Il Consiglio dei ministri discute sulla situazione economico-finanziaria. Fra le deliberazioni più importanti un'imposta straordinaria sui patrimoni superiori ai tre milioni e la revisione della ricchezza mobile.

#### Aprile
- 1º aprile - Rodolfo Morandi, ministro dell’Industria e del commercio, illustra al Consiglio dei ministri un piano per normalizzare la situazione economica colpendo sprechi e speculazioni.
- 28 aprile - Il presidente del Consiglio De Gasperi alla Radio lancia un appello alla tregua politica e una ripresa di fiducia nell’economia nazionale.
- 30 aprile - De Gasperi in Consiglio dei ministri afferma che i tre partiti di massa che formano l’esecutivo, DC, PCI e PSI, da soli non sono in grado di governare il Paese e chiede il concorso di quello che definisce il «quarto partito» composto dagli esponenti delle classi medie e del mondo economico. Un «partito» che può vanificare ogni sforzo ricostruttivo «attraverso il sabotaggio del prestito e la fuga dei capitali, l’aumento dei prezzi e le campagne scandalistiche».

#### Maggio
- 2 maggio - L’Assemblea costituente discute dell’eccidio di Portella delle Ginestra. Per il governo riferisce Mario Scelba, ministro degli Interni, che afferma che gli omicidi siciliani non possono essere considerati un atto politico. Dichiarazioni che suscitano le critiche e le proteste dei comunisti e dei socialisti. Violenti incidenti d’aula fra sinistre e destre.
- 5 maggio - De Gasperi annuncia a Nenni e Togliatti che la formula di governo che vede collaborare DC, PSI e PCI non è più adeguata alle esigenze del Paese. Lo stesso giorno incontra il governatore della Banca d’Italia Luigi Einaudi e gli propone di entrare nel governo come ministro del Bilancio.
- 13 maggio - De Gasperi si dimette. È aperta la crisi che porta all'esclusione delle sinistre dal governo del paese.[10]

### Esplicative
1. ↑  Tecnicamente Indipendente, è stato nominato in quota di partito.
2. ↑  In quota Partito Democratico del Lavoro (PDL).
3. ↑  Viene qui riportata la situazione parlamentare solo di questa camera poiché, ai sensi del Decreto legislativo luogotenenziale 98/1946 (Art. 3), durante tale periodo provvisorio l’assetto parlamentare veniva integralmente rimesso nelle sole mani della Costituente, creando così un transitorio monocameralismo.
4. ↑  Di cui un membro del Partito Democratico del Lavoro (PDL) eletto al di fuori dell’alleanza ed associatosi successivamente.
5. ↑  Ministero istituto con DCPS del 2 febbraio 1947, n. 16, unificando i precedenti Ministero delle finanze e Ministero del tesoro.
6. ↑  Ministero istitutito con DCPS del 4 febbraio 1947, n. 17, unificando i precedenti Ministero della guerra, Ministero della marina e Ministero dell'aeronautica.
7. ↑  Assume l'incarico con due giorni di ritardo in base alle clausole dell'Armistizio di Cassibile che imponevano la previa conferma da parte delle Nazioni Unite. Gli Alleati si riservarono ulteriori dieci giorni per valutare i profili dei sottosegretari, nominati il 14 febbraio 1947.

### Bibliografiche
1. ↑   Secondo governo tripartito (PDF), in l'Unità, 4 febbraio 1947,  p. 1.
«Matrimonio di convenienza; così l'on. De Gasperi ha definito — secondo un giornale del lunedì — il nuovo Gabinetto, che ha giurato domenica nelle mani del Capo dello Stato.»
2. ↑   Ufficio per gli Affari giuridici e le relazioni costituzionali Governo e Diari delle crisi di governo (PDF), su archivio.quirinale.it,  p. 2.
«4. Giuramento dei componenti del Gabinetto (02 febbraio 1947 - 04 febbraio 1947)»
3. ↑   Comincia il lavoro, in La Stampa, 4 febbraio 1947.
4. ↑   Il nuovo Consiglio dei Ministri terrà domani la prima riunione (PDF), su archivio.unita.news, 4 febbraio 1947,  p. 1.
5. ↑   I nuovi ministri hanno giurato ieri, in Corriere d'Informazione, 3 febbraio 1947.
6. ↑   I ministri giurano oggi, su archiviolastampa.it, 1º giugno 1947.
7. ↑   Dopo il giuramento dei ministri - Due di giugno, in Stampa Sera, 2 giugno 1947,  p. 1.
8. ↑   Il giuramento dei nuovi ministri Domani verranno nominati i sottosegretari, in Corriere d'Informazione, 2 giugno 1947,  p. 1.
«Roma 2 giugno, matt. - Ieri a mezzogiorno, a Palazzo Giustiniani, i ministri del quarto Gabinetto De Gasperi hanno prestato il giuramento di rito nelle mani del Capo dello Stato..Il Presidente del Consiglio ha giurato per primo, leggendo la formula di rito: Giuro di essere..»
9. ↑  Bruno Bongiovanni, Storia della Guerra Fredda, Laterza, 2009, ISBN 978-88-420-6343-8
10. ↑   Le dimissioni del governo, su archiviolastampa.it, 14 maggio 1947.